# TOM★CAT
TOM★CAT（トム・キャット）は、1984年にメジャー・デビューした日本のバンド。
バンド名は時代によって異なり、メジャー時代は「TOM★CAT」（1985年 - 1987年）、ヤマハポピュラーソングコンテスト出場時と自主活動以降は「TOMCAT」（1984年、1987年 - 1988年）と表記されている。

## 経歴
1978年に東京造形大学で結成されたバンド「FUNKY NOISE」（1978年 - 1981年）が前身。その後、「NOISE MAKER」（1982年 - 1983年）を経て、1984年に「TOMCAT」を結成。同年10月、第28回 ヤマハポピュラーソングコンテスト（ポプコン）に出場、「ふられ気分でRock'n' Roll」でグランプリを受賞した。同年11月、第15回世界歌謡祭グランプリ受賞曲でもある同曲でキャニオン・レコード（現：ポニーキャニオン）のAARD-VARKレーベルからメジャー・デビューを果たした。その後、メンバーチェンジを経て1987年にヤマハ音楽振興会を離れ、自主運営での活動を開始した。
「TOMCAT」がメンバーが結婚・就職などで音楽活動を離れたのち、中核のメンバーであるTOMは「The Mother」にボーカルとして加入（1995年または1996年 - 1999年?）。「The Mother」解散後は東京都に本社を構える溶接工場「株式会社 丸鐵工房」の正社員として働きながら、作詞・作曲・ライブなど音楽活動をつづけた。
2003年 - 2004年頃に出演したテレビ番組では、鉄工所で溶接作業中の姿を見せ、金属製家具作りを習得するため鉄工所で修行している、いずれバンド活動を再開したいと語っていた。
2004年に開催したライブでは鉄工所の社長が観覧、以降も毎年、国分寺市や豊島区池袋などのライブハウスを拠点にライブを実施。
2006年、サミー社の北斗の拳SEのためだけに「TOUGH BOY」をリメイク。
2008年頃に鉄工所勤務を終え、2014年頃まで1年間に十数回のペースでライブを挙行。
2009年、ベルウッド・レコードよりシングル曲「TOUGH BOY」（21st Century Version）、B面「LOVE SONG」のリメイクを含むミニ・アルバム『ラヂオ』をリリース。
2010年10月、インディーズのカルチュア・コンビニエンス・クラブよりベスト・アルバム『TOM★CAT スーパー・ベスト』をリリース。
2015年4月、TOMは写真週刊誌の取材を受け、鉄工所には在籍しているが出勤していないこと、印税で生活、作詞・作曲を続けながら東京都国分寺市内で年2回のライブを行っていると語っている。

## メンバー
- TOM（ボーカル・キーボード、1961年11月12日 - ）

本名：松崎淳美（まつざき あつみ）。千葉県立八千代高等学校時代は体操部に所属。大きなサングラスが特徴。ヤマハ時代の後輩である久松史奈や森川美穂に楽曲提供。近年はソロ、または「チンドンペア」（Piano：TOM / Drums：ササブチヒロシ）としても活動していた。

### FUNKY NOISE時代のメンバー（1978年 - 1981年）
出典：
- TOM
- 佐々木敬治（座長）
- K.KOIKE
- GIN

### NOISE MAKER時代のメンバー（1982年 - 1983年）
出典：
- TOM
- 成毛洋昭（ベース）
- 大高啓（ドラム）
- 永吉せいじ（ギター）
- GIN

### TOMCAT時代のメンバー（1984年）
出典：
- TOM
- 佐々木敬治（ギター、座長）
- 渋川充史（ドラムス）
- 土屋二郎（ベース）

### TOM★CAT時代のメンバー（1985年 - 1987年）
- TOM
- 日名子昭夫（ギター）
- 永吉せいじ（ギター）
- 石川総彦（ベース）
- 堀尾忠司（ベース）
- 高垣薫（ドラム）
- 菊地圭介（キーボード）
- 太田美知彦（キーボード）
- 鈴木弦（キーボード）

### TOMCAT（自主運営以降）のメンバー（1987年以降）
- TOM（ボーカル、キーボード）
- 佐々木敬治（ギター）
- 永吉せいじ（ギター）
- 成毛洋昭（ベース）
- 大高啓（ドラム）
- 鈴木玄（キーボード）

### THE MOTHER（1995年 - 1996年以降）
- TOM
- 綿貫隆太（ギター）
- 雅臣
- 誠司
- 滝澤

### TOMCAT（「TOUGH BOY」〈21st Century Version〉）（2006年）
- TOM（ボーカル、キーボード）

### TOMCAT（アルバム『ラヂオ』）（2009年）
- TOM（ボーカル、ギター）
- 沼倉真（Guitar）
- GUTWIE（Bass）
- ササブチヒロシ（Drums）

### チンドンペア（2010年 - 2011年以降）
- TOM（ボーカル、ギター）
- ササブチヒロシ（ドラムス）

## ディスコグラフィー

### シングル
| #                                | 発売日                           | タイトル                         | B面                               | 形態                             | 順位                             |                                  |
| キャニオン・レコード / AARD-VARK | キャニオン・レコード / AARD-VARK | キャニオン・レコード / AARD-VARK | キャニオン・レコード / AARD-VARK  | キャニオン・レコード / AARD-VARK | キャニオン・レコード / AARD-VARK | キャニオン・レコード / AARD-VARK |
| -------------------------------- | -------------------------------- | -------------------------------- | --------------------------------- | -------------------------------- | -------------------------------- | -------------------------------- |
| 1st                              | 1984年11月14日                   | ふられ気分でRock'n' Roll         | ROUTE 16                          | EP                               | 4位                              |                                  |
| 2nd                              | 1985年4月5日                     | サマータイム グラフィティ        | ON THE STREET                     | EP                               | 13位                             |                                  |
| 3rd                              | 1985年8月21日                    | 生まれついてのCRAZY              | SALLY                             | EP                               | 42位                             |                                  |
| 4th                              | 1986年4月5日                     | ひとりぼっちの反乱軍             | 五月の夜の窓際で                  | EP                               |                                  |                                  |
| 5th                              | 1986年10月21日                   | LADY BLUE                        | LADY BLUE II -クリスマス・ソング- | EP                               |                                  |                                  |
| 6th                              | 1987年3月21日                    | TOUGH BOY                        | LOVE SONG                         | EP                               | 61位                             |                                  |
| TANGELIN                         |                                  |                                  |                                   |                                  |                                  |                                  |
| 7th                              | 1988年3月                        | ばかだもん                       |                                   | EP                               |                                  |                                  |

### アルバム
| #                                  | 発売日                           | タイトル                                        | 形態                             | 順位                             |                                  |
| キャニオン・レコード / AARD-VARK   | キャニオン・レコード / AARD-VARK | キャニオン・レコード / AARD-VARK                | キャニオン・レコード / AARD-VARK | キャニオン・レコード / AARD-VARK | キャニオン・レコード / AARD-VARK |
| ---------------------------------- | -------------------------------- | ----------------------------------------------- | -------------------------------- | -------------------------------- | -------------------------------- |
| 1st                                | 1985年6月21日                    | TOM★CAT                                         | LP                               | 17位                             |                                  |
| 1st                                | 1985年6月21日                    | TOM★CAT                                         | CD                               | 17位                             |                                  |
| 1st                                | 1995年5月19日                    | TOM★CAT                                         | CD                               |                                  |                                  |
| 2nd                                | 1986年5月                        | FENCE                                           | LP                               |                                  |                                  |
| 2nd                                | 1995年5月19日                    | FENCE                                           | CD                               |                                  |                                  |
| ポニー / AARD-VARK                 |                                  |                                                 |                                  |                                  |                                  |
| BEST                               | 1987年4月21日                    | TOM★CAT ベスト                                  | CD                               |                                  |                                  |
| キングレコード                     |                                  |                                                 |                                  |                                  |                                  |
| BEST                               | 2003年3月26日                    | ポプコン・スーパー・セレクション TOM★CAT ベスト | CD                               |                                  |                                  |
| BEST                               | 2006年12月21日                   | ポプコン マイ・リコメンド TOM★CAT               | CD                               |                                  |                                  |
| ベルウッドレコード                 |                                  |                                                 |                                  |                                  |                                  |
| 3rd                                | 2009年12月16日                   | ラヂオ                                          | CD                               |                                  |                                  |
| カルチュア・コンビニエンス・クラブ |                                  |                                                 |                                  |                                  |                                  |
| BEST                               | 2010年10月8日                    | TOM★CAT スーパー・ベスト                        | CD                               |                                  |                                  |

### その他
- 鏡面界、『I am youEARTH MUSIC MAGIC 97』（1996年6月）収録
- BLUE HEAVEN、『EARTH MUSIC MAGIC 99』（1996年11月）収録

## タイアップ
| 使用年  | 楽曲                      | タイアップ                                        |
| ------- | ------------------------- | ------------------------------------------------- |
| TOM★CAT |                           |                                                   |
| 1985年  | サマータイム グラフィティ | '85JAL沖縄キャンペーンソング                      |
| 1987年  | TOUGH BOY                 | フジテレビ系アニメ『北斗の拳2』オープニングテーマ |
| 1987年  | LOVE SONG                 | フジテレビ系アニメ『北斗の拳2』エンディングテーマ |
| TOM     |                           |                                                   |
| 1993年  | 仮面ライダーSD            | OVA『仮面ライダーSD』オープニングテーマ           |